# إدوين جي. ألين
إدوين جي. ألين هو سياسي كندي، ولد في 8 مارس 1920، وتوفي في 10 يناير 2001. انتخب عضو الجمعية التشريعية لنيو برونزويك ‏.